# Ana Colja
Ana Colja (née en 1981) est un mannequin slovène qui travaille pour de grands couturiers tels que Giorgio Armani, Christian Dior et Lacoste. Elle fut liée aux magazines féminins Vogue, Marie Claire, et Elle. Elle participa ainsi dans des campagnes publicitaires de L'Oréal à Avon ainsi qu’à d’autres marques de produits cosmétiques.

## Biographie
Colja commence sa carrière de modèle après avoir terminé à la troisième place d’une compétition de mannequinat en Slovénie. Elle travailla pour différents défilés à Milan et à Londres.
Elle est représentée par différentes agences comme LA MODELS (Los Angeles), CHADWICK Model Management (Sydney), ELITE Models (Milan et Tokyo), View Management (Barcelone), Nevs Model Agency (Londres), Clear Model Management (Munich), Model Management (Hambourg), ELITE Agency (Paris) et Japan and Bronz Agency (Ljubljana).
Colja fut sélectionnée pour paraître en couverture de novembre 2007 du magazine Autrichien Wienerin et est apparue de nombreuses fois sur différentes couvertures de magazines internationaux.